# Serafima Jeremkina
Serafima Nikolajevna Jeremkina (Russisch: Серафима Николаевна Еремкина) (Boetoerlinovka, Oblast Voronezj, 6 juli 1942), is een voormalig basketbalspeelster die uitkwam voor het nationale team van de Sovjet-Unie. Ze werd Meester in de sport van de Sovjet Unie.

## Carrière
Jeremkina speelde voor Boerevestnik Leningrad van 1962 t/m 1973. Ze werd met Boerevestnik één keer tweede in 1964 en één keer derde in 1968 om het landskampioenschap van de Sovjet-Unie. In 1975 stapte ze over naar Troed Leningrad. In 1976 stopte ze met basketbal.
Met het nationale team van de Sovjet-Unie won Jeremkina goud in 1967 op het Wereldkampioenschap.

## Erelijst
- Landskampioen Sovjet-Unie:
  - Tweede: 1964
  - Derde: 1968
- Wereldkampioenschap: 1
  - Goud: 1967